# دامس
دامس (به عربی: دامس) یک روستا در سوریه است که در ناحیه مرکزی محرده واقع شده‌است. دامس ۲٬۷۱۶ نفر جمعیت دارد.